# Mandat en droit pénal suisse
Pour un article plus général, voir Mandat (justice).
Ne doit pas être confondu avec Contrat de mandat.
En droit pénal suisse, un mandat est un acte par lequel un magistrat prescrit que telle personne lui soit amenée ou soit placée en détention. Les modalités des différents mandats sont régis par le Code de procédure pénale suisse.

## Types de mandats

### Mandat de comparution
Un mandat de comparution est une communication écrite officielle par laquelle une autorité pénale (ministère public ou tribunal) ordonne à une personne de comparaitre à une audience. Cette comparution est obligatoire, sauf empêchement justifié.

### Mandat d'amener
Un mandat d'amener est une demande officielle par laquelle une autorité pénale (ministère public ou tribunal) ordonne à la police d'amener une personne devant cette autorité, pour un acte de procédure ou pour une détention provisoire.

### Recherches
Les autorités pénales peuvent ordonner à la police de rechercher des personnes dont le lieu de séjour est inconnu et dont la présence est nécessaire au déroulement de la procédure. Un avis de recherche public peut être lancé.

### Perquisitions, fouilles et examens
En principe, les perquisitions, fouilles et examens font l'objet d'un mandat écrit du ministère public ou du tribunal (sauf « lorsqu'il y a péril en la demeure » et pour la fouille corporelle lors d'un appréhension).

### Bases légales
- Code de procédure pénale suisse (CPP) du 5 octobre 2007 (état le 1er février 2020), RS 312.0.